# Свято біля дзвіниці
«Свято біля дзвіниці» — картина  іспанського художника Сальвадора Далі, написана орієнтовно у 1921 році. Зараз зберігається в колекції Театру-музею Далі.
Картина належить до періоду, коли Сальвадор Далі захоплювався пейзажами, портретами та автопортретами. Це одна з ранніх робіт митця, до написання якої Далі надихнула творчість художників каталонського Відродження ХХ ст., зокрема Чав'є Ногеса та Рамона Пічота.
На картині зображене святкування дня святого Севастіана — 20 січня жителі Кадакеса здійснюють паломництво до дзвіниці, присвяченій цьому святому. Естетика роботи знаходить глибокий зв'язок із каталонською культурою та народними традиціями, втіленими у самобутніх образах гончарного мистецтва й кераміки. На зворотному боці картону написана картина "Ярмарок Святого Хреста у Фігерасі", датована 1922 роком.